# Великозуба оксамитова акула японська
Великозуба оксамитова акула японська (Scymnodon ichiharai) — акула з роду Великозуба оксамитова акула родини Полярні акули.

## Опис
Загальна довжина досягає 145,5 см. Голова трохи сплощена, широка. Морда коротка. Очі великі. Ніздрі розташовані під кутом одна до одної. Рот маленький, слабко зігнутий. На верхній щелепі зуби дрібні, шилоподібні. На нижній щелепі зуби — великі, кинджалоподібні. В кутах рота є губні борозни, довші на верхній губі. У неї 5 пар довгих зябрових щілин. Тулуб щільний, сигароподібний. Грудні плавці маленькі. Має 2 маленьких, округлих спинних плавців. Передній розташовано у середній частині тіла. Задній — ближче до хвостового плавця. Анальний плавець відсутній. Хвостовий плавець широкий, веслоподібний, нижня лопать не розвинена.
Забарвлення темно-коричневе, майже чорне.

## Спосіб життя
Тримається на глибині 450–830 м, на шельфовому схилі. Живиться дрібною костистою рибою та донними безхребетними. Також є екопаразитом, тобто здатна вигризати шматки з тіла великих тварин або риб.
Статева зрілість настає при розмірі самиці 126 см. Це яйцеживородна акула. Самиця народжує від 26 до 59 дитинчат завдовжки 4-5 см.

## Розповсюдження
Мешкає в акваторії Японії біля о. Хонсю у затоці Суруга-Бей.